# Pénitencier d'État de l'Ohio
Ohio State Penitentiary
Le pénitencier d’État de l'Ohio (en anglais : Ohio State Penitentiary ou OSP) est une prison de haute sécurité située à Youngstown, dans le comté de Mahoning et dans l'Etat américain de l'Ohio.

## Description
D'une capacité de 500 places, elle est de type supermax, où la sécurité est particulièrement renforcée et où certains détenus sont mis à l'isolement complet.
Le pénitencier d'Ohio est initialement situé à Columbus, qui est rasé en 1998.

## Prisonniers notables
- T.J. Lane, auteur de la fusillade de Chardon High School (en) en 2012[1]
- David Allan Coe